# پاچا کاماک
پاچا کاماک (اسپانیایی: Pacha Kamaq‎؛ در زبان کچوا: «خالقِ جهان») یکی از خدایانی بود که در شهر باستانی «پاچاکاماک» توسط تمدن «ایچما» یا «ییچما» (که پیش از تمدن و امپراتوری اینکا زندگی می‌کردند) پرستیده می‌شد.
گفته می‌شود که پاچا کاماک «نخستین مرد» و «نخستین زن» را آفرید، اما چون فراموش کرد به آنها غذای کافی بدهد، «نخستین مرد» درگذشت.

## بیشتر بخوانید
- Lanning, Edward P., Peru before the Incas